# Itea
Itea (in greco Ιτέα?) è un ex comune della Grecia nella periferia della Grecia Centrale (unità periferica della Focide) con 6 072 abitanti secondo i dati del censimento 2001.
È stato soppresso a seguito della riforma amministrativa, detta Programma Callicrate, in vigore dal gennaio 2011 ed è ora compreso nel comune di Delfi.